# 시라토 산페이
시라토 산페이(일본어: 白土三平, 1932년 2월 15일 ~ )는 사회 비판적 견해와 현실적인 작화 스타일, 캐릭터로 유명한 일본의 만화가이자 수필가이다. 극화의 개척자로 여겨진다. 일본의 프로레타리아 화가인 오카모토 도키의 아들로서, 아버지와 같은 예술가가 되겠다는 그의 꿈은 그가 가미시바이(그림 연극) 화가가 되었을 때 시작되었다. 또한 자신의 작품 《가무이덴》을 연재하기 위해 창간된 만화 잡지 《가로》의 초기 호에 출판된 작품으로도 알려져 있다.

## 주요 작품
- 닌자 부게이초(忍者武芸帳)
- 가무이덴(カムイ伝)
- 신톤 도부쓰키(シートン動物記)